# Hannescamps
Hannescamps är en kommun i departementet Pas-de-Calais i regionen Hauts-de-France i norra Frankrike. Kommunen ligger i kantonen Pas-en-Artois som tillhör arrondissementet Arras. År 2022 hade Hannescamps 200 invånare.

## Befolkningsutveckling
Antalet invånare i kommunen Hannescamps
| Referens: INSEE |